# Polana caputa
Polana caputa är en insektsart som beskrevs av Delong 1980. Polana caputa ingår i släktet Polana och familjen dvärgstritar. Inga underarter finns listade i Catalogue of Life.